# Barichneumon varibalteatus
Barichneumon varibalteatus är en stekelart som först beskrevs av Cameron 1907.  Barichneumon varibalteatus ingår i släktet Barichneumon och familjen brokparasitsteklar. Inga underarter finns listade.